# Софія фон Гогенберг
Софія фон Гогенберг (нім. Sophie von Hohenberg), повне ім'я Софія Марія Франциска Антонія Ігнатія Альберта фон Гогенберг (нім. Sophie Marie Franziska Antonia Ignatia Alberta von Hohenberg), відома після шлюбу як Софія фон Ностіц-Рінек (нім. Sophie von Nostitz-Rieneck), ( 24 липня 1901 —  27 жовтня 1990) — австрійська принцеса з династії Гогенбергів, донька спадкоємного принца Австро-Угорщини Франца Фердинанда та його морганатичної дружини Софії фон Хотек, дружина графа Фрідріха фон Ностіц-Рінек. Після смерті батьків виховувалася разом із братами принцом Ярославом фон Тун-Гогенштейном.

## Біографія

### Ранні роки
Софія народилась 24 липня 1901 року у замку Конопіште в Богемії первісткою в родині спадкоємного принца Австро-Угорщини Франца Фердинанда та його морганатичної дружини Софії фон Хотек за рік після їхнього весілля. Згодом народились сини Максиміліан та Ернст.

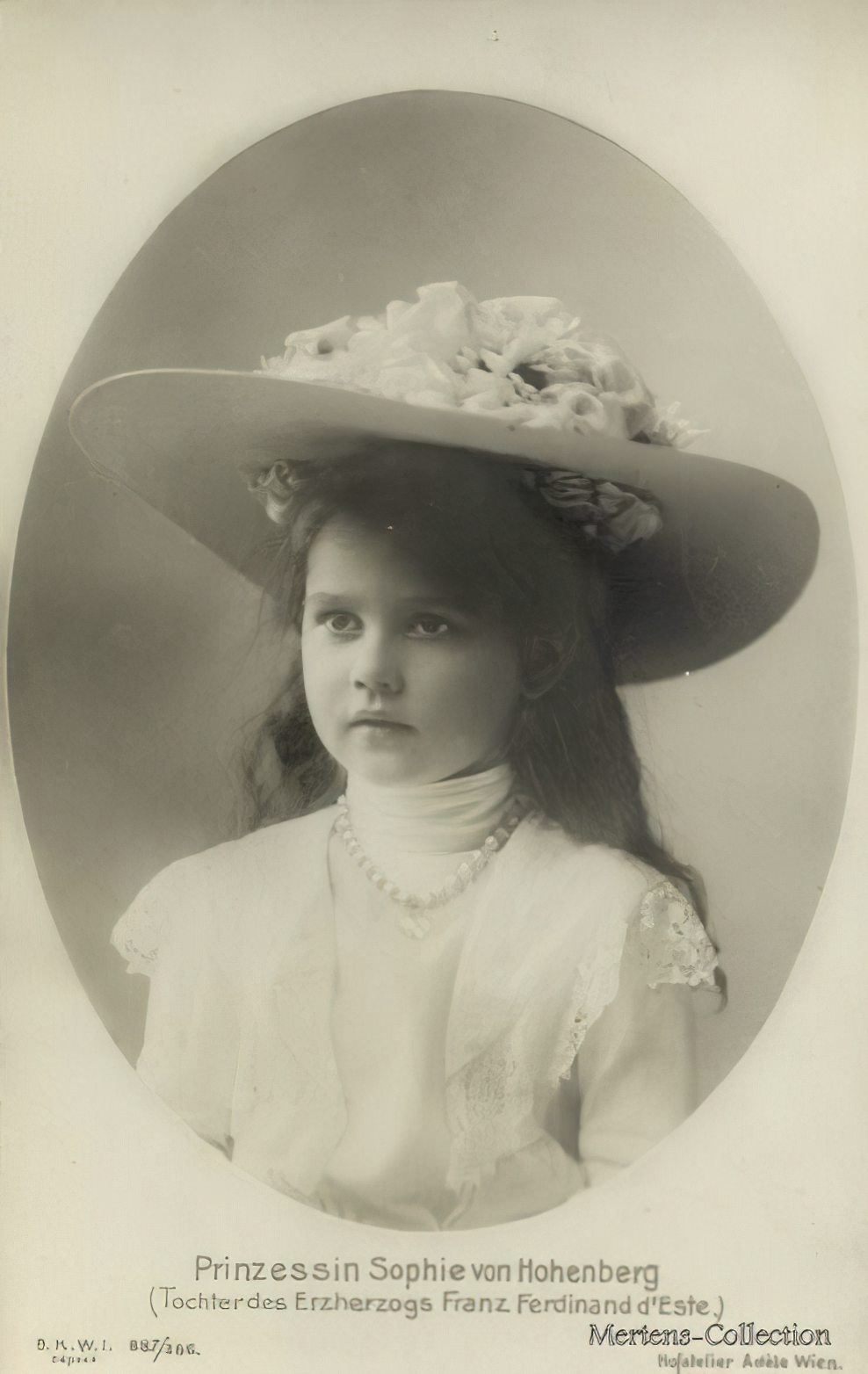
Софія в дитячому віці

Згідно усіх свідчень, шлюб батьків був щасливим. Матір добре впливала на батька, згладжуючи неприємні сторони його характеру. Вона поділяла його любов до розведення троянд та полювання. Імператор Франц Йосиф поважав її за особистісні якості й у 1905 році дарував титул герцогині Гогенберг.

Франц Фердинанд був турботливим батьком, який полюбляв грати з дітьми або просто годинами сидів у кімнаті, спостерігаючи, як вони грають або сплять. Навіть снідав він у дитячій, аби бути поруч з малечею. Знаючи, що його нащадки не претендуватимуть на престол, ерцгерцог передбачав, що в майбутньому вони стануть приватними, а не публічними особами, і будуть вести анонімне життя без матеріальних труднощів. Щодо Софії, він хотів, аби вона була щаслива поруч із соціально відповідним партнером, якого кохатиме. Сама принцеса пізніше свідчила, що вона та її брати виховувалися з усвідомленням, що вони не є особливими, а також заявила, що батько був твердий з дітьми, але ніколи не був різким або несправедливим.

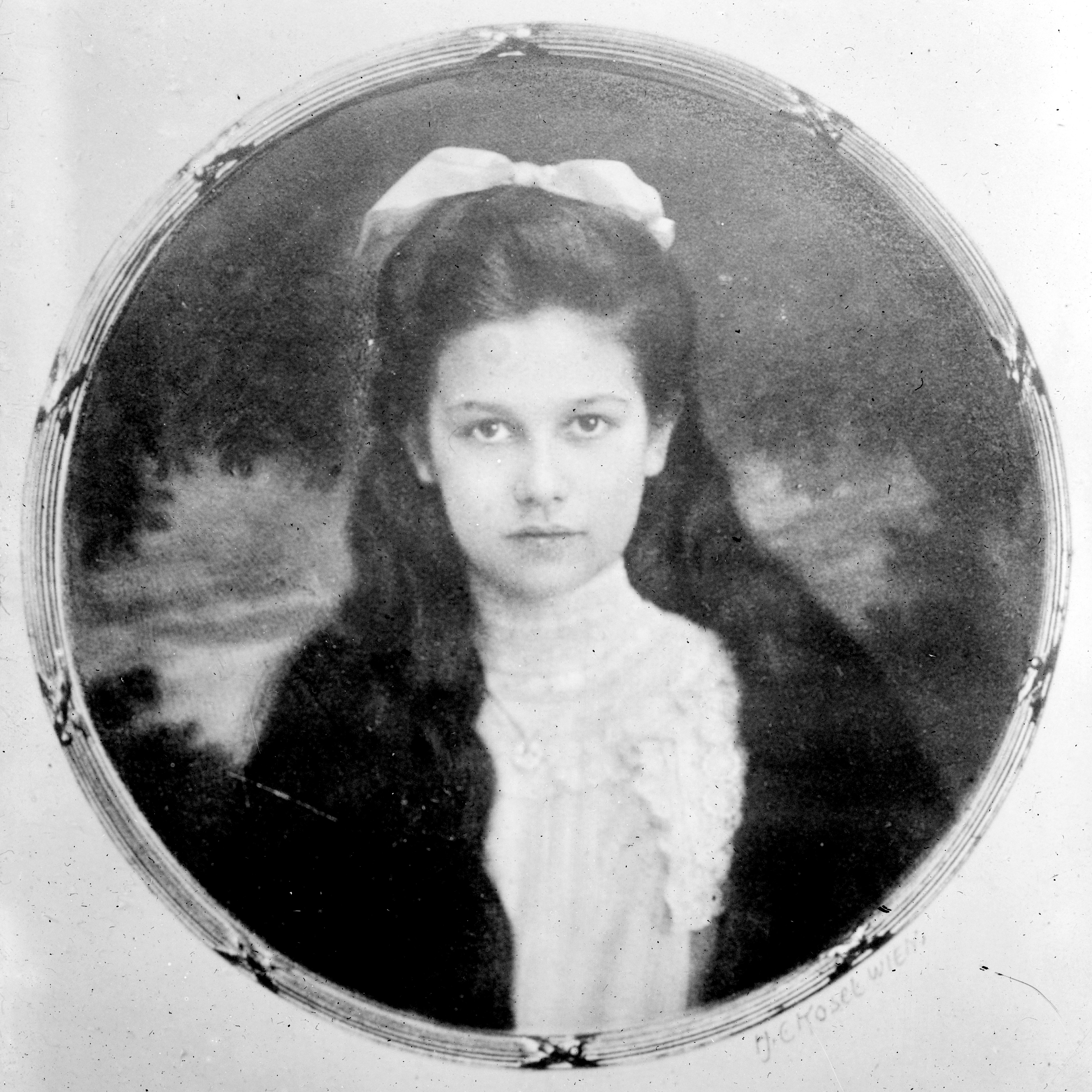
Світлина принцеси Софії

Гогенберги мали три резиденції. Улюбленим місцем перебування сімейства був замок Конопіште, поблизу Праги, де були розплановані великий парк і розарій. Саме в Конопіште зберігалися художні колекції голови родини. Хлумець у Чехії використовувався переважно для полювання. Артштеттен поруч із Віднем був успадкований Францом Фердинандом від батька. Сім'я також користувалася Бельведерським палацом, коли приїжджала до Відня, але там вони ніколи не почувалися як удома, оскільки це була офіційна імператорська резиденція.
У жовтні 1913 року, а також у середині червня 1914 року, родину в Конопіште навідав кайзер Німеччини Вільгельм II. Під час другого візиту його супроводжував грос-адмірал Альфред фон Тірпіц.
Ранком 28 червня 1914 року ерцгерцог надіслав дітям телеграму з Сараєво, а за кілька годин загинув разом із дружиною від рук терориста. Їхня смерть спричинила початок Першої світової війни. Дітям, які перебували в цей час у замку Конопіште, сказали, що батьки тяжко поранені. Лише наступного дня повідомили правду. Їм також заборонили відвідати церемонію прощання в каплиці Гофбурга, вони могли бути присутніми лише під час богослужіння.
Гаврило Принцип, який стріляв у подружжя, дістав у камері Терезинської фортеці послання від сиріт, які писали, що прощають його та моляться за його душу.

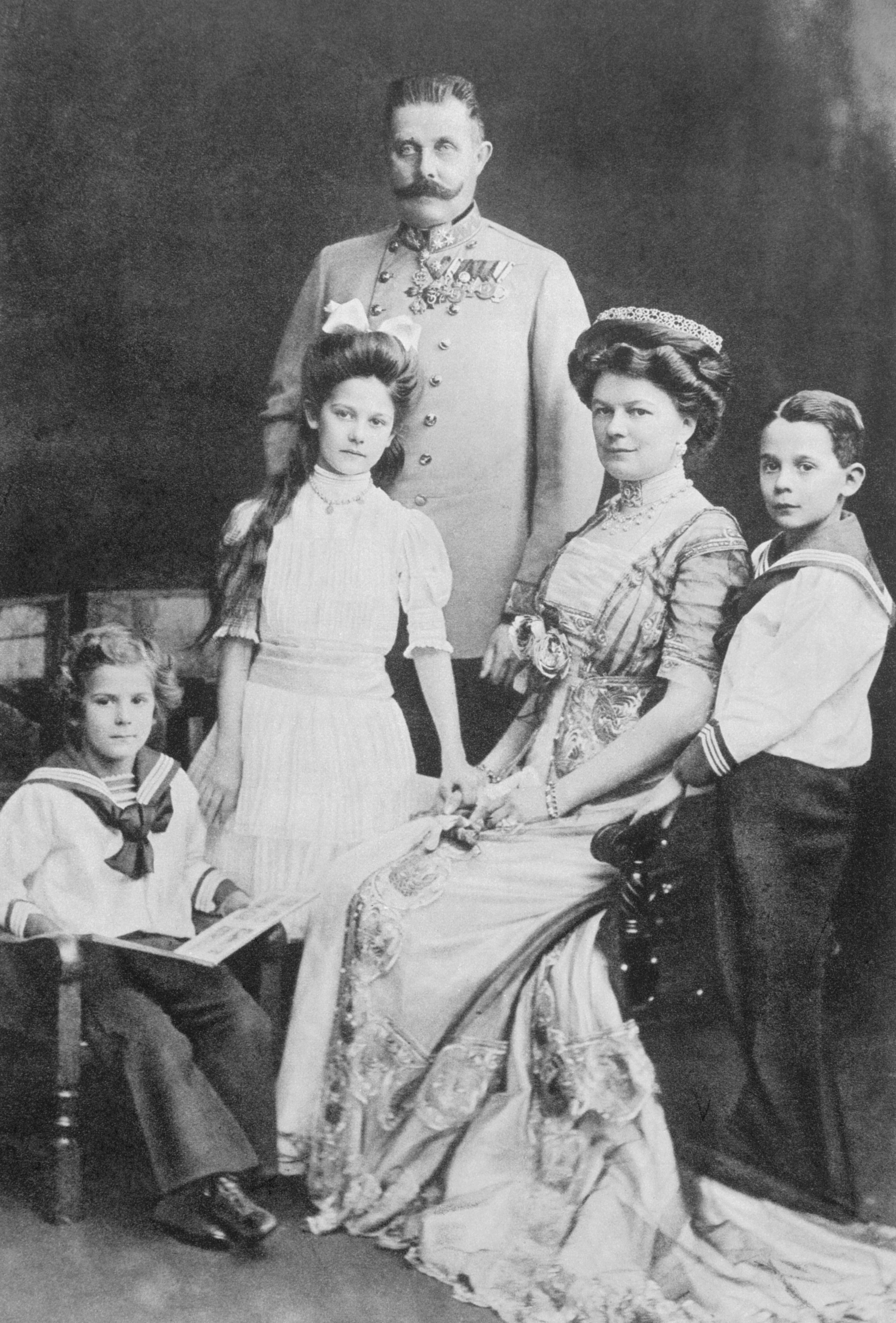
Софія у колі родини

Під час суду над звинувачуваними у вбивстві ерцгерцога та ерцгерцогині єдиним підсудним, що покаявся, був 18-річний Неділько Чабринович, який приніс вибачення дітям жертв. Принцесі Софії та її братам розповіли про вибачення Чабріновіча, і вони написали йому листа, повідомивши, що чули про його вибачення, та заявивши, що його совість може бути спокійна, оскільки вони пробачили його за участь у вбивстві їхніх батьків. Лист підписали Софія та Максиміліан. Повідомлення було доставлено особисто Чабріновічу до камери єзуїтом Антоном Пунтігамом. 23 січня 1916 року принцесі Софії та її братам повідомили, що Чабринович помер.
Опікуном Софії та її братів став принц Ярослав фон Тун-Гогенштайн, одружений з їхньою тіткою Генрієттою. Пара сумлінно виконувала свої обов'язки: Ярослав передусім пікся про інтереси дітей, Генрієтта старанно намагалася замінити їм матір. Від батьків вони успадкували обширні земельні угіддя та маєтки у різних куточках Австро-Угорщини, гірничорудні компанії, акції та рахунки в банках. Купувати для них військові займи, як пропонував імператор, Ярослав відмовився. Діти продовжували жити у замку Конопіште. Із двоюрiдним дідом-імператором до його смерті у 1916 році вони бачилися лише один раз.
Освіту здобували вдома, лише здавати іспити на атестат зрілості їздили до віденської гімназії Штубенбастай. Софія вчилася разом із братами, але атестата не отримала — в ті часи для аристократки це не вважалося за потрібне.
Після розпаду Австро-Угорщини замки Конопіште та Хлумець опинилися на території Чехословаччини та були конфісковані новим урядом без пояснення причин. 16 квітня 1919 року дітям Гогенбергів було приписано негайно залишити країну та заборонено повертатися до неї. Особистих речей дозволялося взяти 5 кг на особу. Діти переїхали до замку Арштеттен в Австрії. На території Австрійської республіки їхнє майно вціліло, оскільки там вони не вважалися Габсбургами.

### Шлюбне життя
У 19 років Софія взяла шлюб із 26-річним графом фон Ностіц-Рінек Фрідріхом, старшим сином графа Ервіна Фелікса фон Ностіц-Рінек. Весілля пройшло 8 вересня 1920 у Дечині. Народила четверо дітей.
У березні 1938 року брати Софії потрапили до концтабору Дахау. Їхнє майно було конфісковане на користь Третього Рейху. Дружина Ернста із маленьким сином переїхали до Софії в Чехію. Власне становище графині було не найкращим: чоловік працював лісничим, молодший син був простим робітником.
У 1945 році сім'ї Софії та Фрідріха довелося виїхати з Чехословаччини, після того як уряд конфіскував їхнє майно. Країну залишили на вантажівці з мінімумом речей. Після цього переїхали до Австрії, де жили у віденській квартирі протягом чотирьох років. Фрідріх працював менеджером з нерухомості, молодші діти відвідували школи в Лінці. У 1948 році родині повернули замок Геєрег в Айзенерці у Штирії. У 1962 році подружжя переїхало до будинку в Айгені біля Зальцбургу.
Фрідріх фон Ностіц-Рінек помер в останні дні 1973 року. Ще до його смерті пішов з життя їхній зять Ернст фон Ґуденус. Софія надалі вела тихе життя, навідувана онуками.
У 1981 році вперше після втечі відвідала замок Конопіште.
Померла 27 жовтня 1990 у Таннхаузені. Похована поруч із чоловіком у родинному мавзолеї свого зятя Ґуденуса на цвинтарі Вайцберг поблизу Таннхаузена.
Зберігала вцілілу частину листування між батьками, любовні листи знищив її брат Максиміліан.

## Родина
Чоловік — Фрідріх фон Ностіц-Рінек
Діти:
- Ервін (1921—1949) — помер у радянському полоні біля Харкова, одруженим не був, дітей не мав;
- Франц (1923—1945) — загинув на фронті у Беренті, одруженим не був, дітей не мав;
- Алоїз (1925—2003) — був одружений з графинею Марією Терезією Вальдбург Зайль унд Траухбург, мав четверо дітей;
- Софія (нар. 1929) — удова барона Ернста фон Ґуденуса, має четверо дітей.